# Стретинка (Оренбургская область)
Стре́тинка — село в Тюльганском районе Оренбургской области, входит в состав Екатеринославского сельсовета.

## География
Село находится на расстоянии примерно 10 км по прямой на запад от районного центра посёлка  Тюльган.

## Население
| 2010 |
| ---- |
| 96   |

Население составляло 141 человек в 2002 году (русские 43 %, казахи 43 %), 96 человек по переписи 2010 года.